# 塔山鎮區 (伊利諾伊州謝爾比縣)
塔山鎮區（英語：Tower Hill Township）是位於美國伊利諾伊州謝爾比縣的一個行政鎮區。

## 地方資料
根據2010年美國人口普查的數據，塔山鎮區的面積為90.70平方千米，當中陸地面積為90.20平方千米，而水域面積為0.50平方千米。當地共有人口1183人，而人口密度為每平方千米13.04人。